# Linia kolejowa nr 428
Linia kolejowa nr 428 – jednotorowa, drugorzędna, zelektryfikowana linia kolejowa łącząca stację Szczecin Dąbie ze stacją Szczecin Podjuchy, położona w całości na terenie Szczecina, w województwie zachodniopomorskim, w Polsce.